# Вода — последњи дани пуковника Рајевског
Вода — последњи дани пуковника Рајевског је српски играно - документарни филм, о руском официру Николају Рајевском, његовом учешћу у српско-турским ратовима (1876—1878) и погибији у бици код Адровца.
Премијерно је приказан 5. јуна у Алексинцу, а 17. новембра 2023. у Београду у сали Руског дома, на дан рођења пуковника о коме филм говори, и који је био једна од инспирација за лик Вронског у Толстојевом роману Ана Карењина. Рајевски је такође један од ликова у историјском роману Сабља грофа Вронског Добрила Ненадића.
Рајевском је посвећена Црква Свете Тројице у Горњем Адровцу, коју је његова рођака саградила на месту његове погибије и представља непокретно културно добро Алексинца.
Редитељ филма је Горан Ерчевић, а продуцент и један од глумаца Милош Паовић, сценарио је написао Слободан Ценц. Филм је сниман на локацијама у Алексинцу, Ражњу и Сокобањи, те се у филму појављују многи локални глумци из ових места, а главну улогу тумачио је Дејан Тончић. Музику за филм компоновао је Мирољуб Аранђеловић Расински.

## Улоге
- Војин Ћетковић
- Дејан Тончић
- Бранислав Трифуновић
- Снежана Кнежевић
- Иван Вучковић
- Владимир Јоцовић
- Милан Паовић
- Бојан Цветковић и други.

Наратор филма је био Душан Јовић.